# 和田恒輔
和田 恒輔（わだ つねすけ、1887年11月3日 - 1979年12月2日）は、日本の実業家。山口県出身。富士電機製造（現在の富士電機）社長、富士通信機製造（現在の富士通）社長、日本原子力研究所顧問、原子力委員会参与等を務めた。正四位勲二等瑞宝章。ドイツ連邦共和国功労勲章大十字章、藍綬褒章受章。

## 人物・経歴
神戸高等商業学校（現神戸大学）卒業。同期の高畑誠一、永井幸太郎、出光佐三と親しかった。古河鉱業入社後、1923年富士電機製造に転籍。1931年富士電機製造取締役。1945年から富士電機製造社長を務め、シーメンスとの提携や、多角経営を進めた。1953年日本ポリドール取締役。1954年富士通信機製造社長。1958年藍綬褒章受章。1961年日本原子力研究所顧問。1962年原子力委員会参与。1964年勲三等瑞宝章受章。1968年ドイツ連邦共和国功労勲章大十字章受章。1971年勲二等瑞宝章受章。1979年正四位。